# Liste der Biografien/Stef
Liste der Biografien |
Portal Biografien |
Personensuche
# |
A |
B |
C |
D |
E |
F |
G |
H |
I |
J |
K |
L |
M |
N |
O |
P |
Q |
R |
S |
T |
U |
V |
W |
X |
Y |
Z |
?
 
Sa |
Sb |
Sc |
Sd |
Se |
Sf |
Sg |
Sh |
Si |
Sj |
Sk |
Sl |
Sm |
Sn |
So |
Sp |
Sq |
Sr |
Ss |
St |
Su |
Sv |
Sw |
Sy |
Sz
 
Sta |
Ste |
Sth |
Sti |
Stj |
Stl |
Sto |
Str |
Sts |
Stt |
Stu |
Stv |
Stw |
Sty
 
Stea |
Steb |
Stec |
Sted |
Stee |
Stef |
Steg |
Steh |
Stei |
Stej |
Stek |
Stel |
Stem |
Sten |
Steo |
Step |
Ster |
Stes |
Stet |
Steu |
Stev |
Stew |
Stey |
Stez
Die Liste der Biografien führt alle Personen auf, die in der deutschsprachigen Wikipedia einen Artikel haben. Dieses ist eine Teilliste mit 431 Einträgen von Personen, deren Namen mit den Buchstaben „Stef“ beginnt.

## Stef
- Ștef, Claudia (* 1978), rumänische Geherin

### Stefa
- Stefa, Rovena (* 1979), albanische Pop-Folk-Sängerin
- Stefan (* 1997), estnischer Sänger
- Ștefan cel Mare († 1504), Wojwode des Fürstentums MoldauȘtefan cel Mare († 1504)

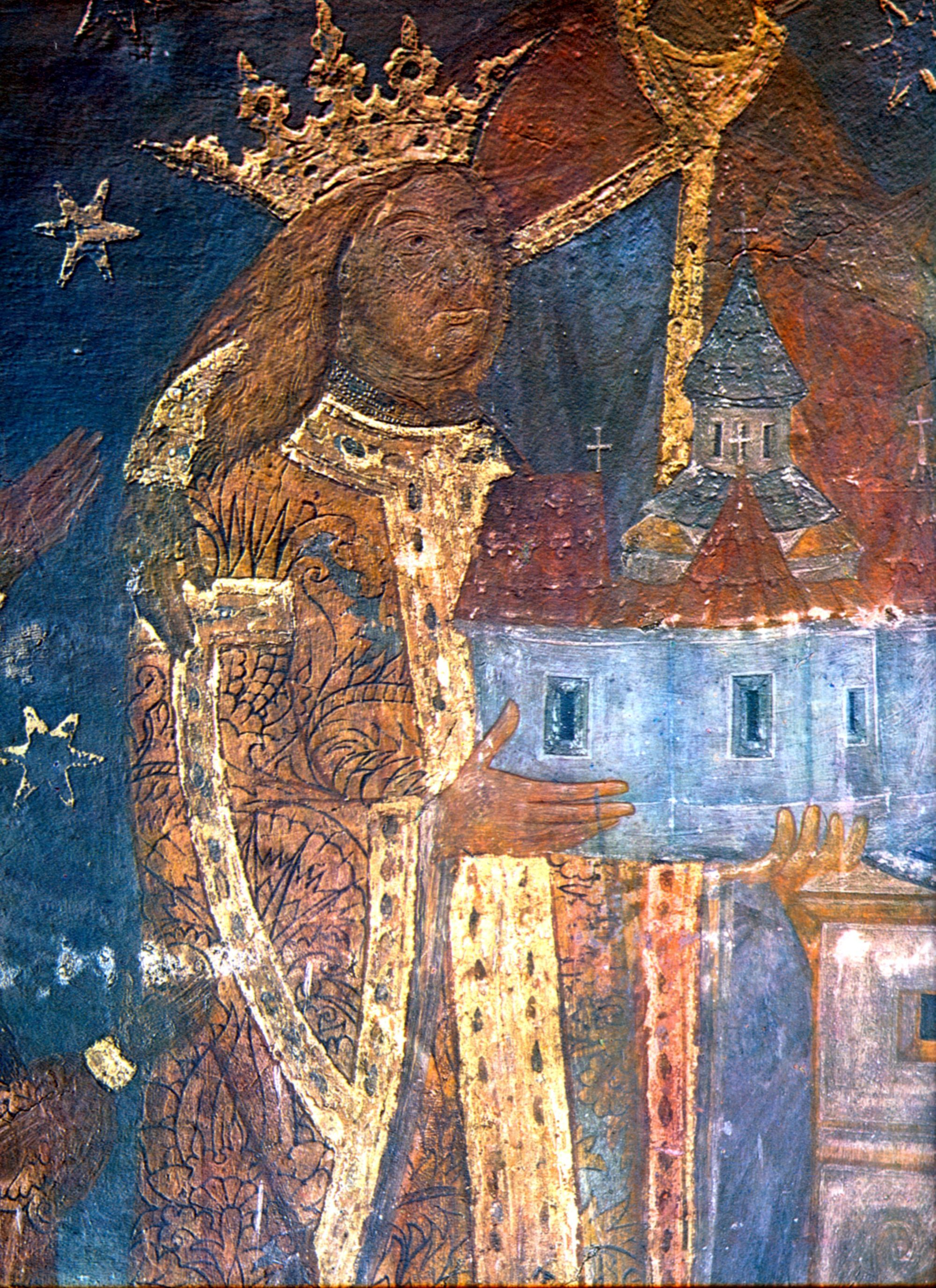
Ștefan cel Mare († 1504)

- Stefan der Serbe, serbischer Mönch
- Stefan Dragutin († 1316), serbischer König
- Stefán Einarsson (1897–1972), isländischer Philologe
- Stefán Hörður Grímsson (1919–2002), isländischer Dichter
- Stefan I. (1878–1957), bulgarischer Metropolit und Exarch
- Stefan IV. (1506–1527), Woiwode des Fürstentums Moldau
- Stefán Jóhann Stefánsson (1894–1980), isländischer Politiker
- Stefán Jónsson (1918–2011), isländischer Wasserballspieler
- Stefán Júlíusson (1915–2002), isländischer Schriftsteller
- Stefán Karl Stefánsson (1975–2018), isländischer Theater- und Filmschauspieler
- Stefán Kristjánsson (1924–1990), isländischer Skirennläufer
- Stefán Kristjánsson (1982–2018), isländischer Schachspieler
- Stefan Lazarević (1377–1427), serbischer Despot und Literat
- Stefán Máni (* 1970), isländischer Schriftsteller
- Stefan Mieszkowic, polnischer Herzog
- Stefan Nemanjić († 1227), serbischer Großžupan
- Stefan Radoslav, König von Raszien, der Küstenländer (Montenegro und Herzegowina) und aller Serben
- Stefán Rafn Sigurmannsson (* 1990), isländischer Handballspieler
- Ștefan Rareș (1531–1552), Wojwode des Fürstentums Moldau
- Stefán Sigurðsson frá Hvítadal (1887–1933), isländischer Lyriker
- Stefan Uroš I. († 1277), serbischer König (1243–1276)
- Stefan Uroš II. Milutin (1253–1321), serbischer König (1282–1321)
- Stefan Uroš III. Dečanski († 1331), König von Serbien (1321–1331)
- Stefan Uroš IV. Dušan (1308–1355), Herrscher von Serbien (1331–1355)Stefan Uroš IV. Dušan (1308–1355)

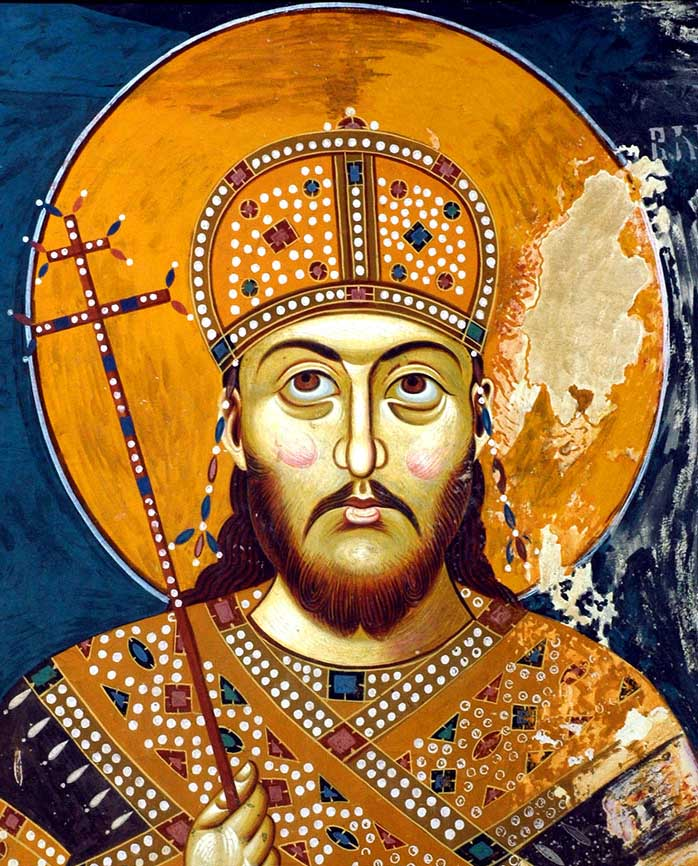
Stefan Uroš IV. Dušan (1308–1355)

- Stefan Uroš V. (1337–1371), Herrscher Serbiens
- Stefan Vladislav, König von Raszien
- Stefan Vojislav, Groß-Župan von Dioklitien
- Stefan von Perm († 1396), Bischof von Klein-Perm
- Stefan von Pfalz-Simmern-Zweibrücken (1385–1459), Pfalzgraf und Herzog von Pfalz-Simmern und Pfalz-Zweibrücken, Graf von Veldenz
- Stefan von und zu Liechtenstein (* 1961), liechtensteinischer Botschafter
- Stefan von Uppsala († 1185), schwedischer Geistlicher und erster Erzbischof von Alt-Uppsala
- Štefan, Anja (* 1969), slowenische Schriftstellerin, Lyrikerin und Geschichtenerzählerin
- Stefan, Brigitte (* 1952), deutsche Sängerin
- Ștefan, Constantin (1939–2012), rumänischer Fußballspieler und -trainer
- Stefan, Daniel (* 1990), österreichischer Eishockeyspieler
- Ștefan, Gheorghe († 1668), Herrscher des Fürstentums Moldau
- Ștefan, Gheorghiță (* 1986), rumänischer Ringer
- Stefan, Greg (* 1961), kanadischer Eishockeytorwart und -trainer
- Stefan, Harald (* 1965), österreichischer Politiker (FPÖ), Landtagsabgeordneter, Abgeordneter zum NationalratHarald Stefan (* 1965)

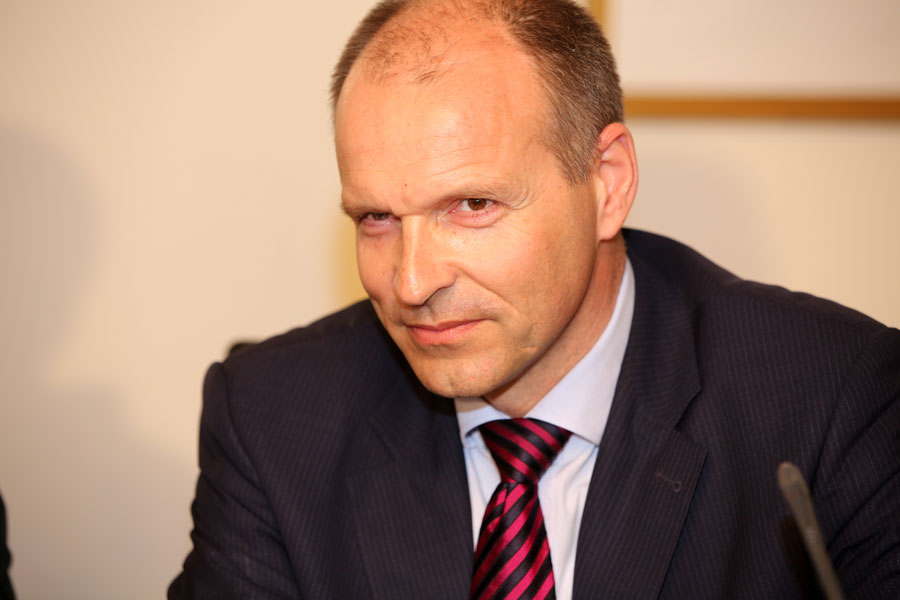
Harald Stefan (* 1965)

- Stefan, Hermann (* 1945), deutscher Neurologe und Epileptologe
- Stefan, Josef (1835–1893), österreichischer Mathematiker und Physiker
- Stefan, Karl (1884–1951), US-amerikanischer Politiker
- Stefan, Leo (* 1970), deutscher Eishockeyspieler
- Ștefan, Lucian (* 2006), rumänischer Leichtathlet
- Ștefan, Maria (* 1954), rumänische Kanutin
- Štefan, Patrik (* 1980), tschechischer Eishockeyspieler
- Stefan, Paul (1879–1943), österreichischer Musikwissenschaftler und -schriftsteller
- Stefan, Peter (1941–1978), slowakischer Mathematiker
- Stefan, Tim (* 1995), deutscher Handballspieler
- Stefan, Verena (1947–2017), Schweizer Schriftstellerin
- Stefan, Wolfgang (* 1961), deutscher Bildhauer und Maler
- Stefan-Bastl, Jutta (* 1946), österreichische Diplomatin
- Ștefana, Andrei (* 1988), rumänischer Leichtathlet
- Ștefana, Florina (* 1990), rumänische Mittelstreckenläuferin
- Stefanakis, Jannis (* 1947), griechischer Erfinder
- Stefančič, Dušan (* 1927), jugoslawisches bzw. slowenisches NS-Opfer, Ehrenpräsident des Internationalen Mauthausen-Komitees
- Stefancic, Jean (* 1940), US-amerikanische Rechtswissenschaftlerin
- Štefančič, Peter (* 1947), jugoslawischer Skispringer
- Štefančík, Radoslav (* 1976), slowakischer Politikwissenschaftler und Germanist
- Štefanec, Ivan (* 1961), slowakischer Politiker, MdEP
- Štefanek, Davor (* 1985), serbischer Ringer
- Stefanek, Gertrúd (* 1959), ungarische Florettfechterin
- Stefanek, Lore (* 1943), österreichische Theaterschauspielerin und Theaterregisseurin
- Stefanek, Stanisław (1936–2020), polnischer Ordensgeistlicher, römisch-katholischer Bischof von Łomża
- Stefanel, Lucia (* 1963), deutsche Schauspielerin italienischer Herkunft
- Stefanelli, Benito (1929–1999), italienischer Schauspieler und Stuntman
- Stefanelli, Giovanni Domenico (1779–1852), italienischer römisch-katholischer Geistlicher und Erzbischof von Lucca
- Stefanelli, Íris (* 1979), brasilianische TV-Moderatorin
- Stefanelli, Lorella (* 1959), san-marinesische Politikerin
- Stefanelli, Simonetta (* 1954), italienische SchauspielerinSimonetta Stefanelli (* 1954)

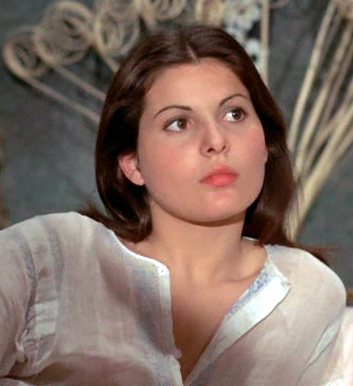
Simonetta Stefanelli (* 1954)

- Stefaner, Katrin (* 1987), österreichische Skispringerin
- Stefaner, Moritz, deutscher Experte für Datenvisualisierung
- Stefaneschi, Giacomo Gaetano (1260–1341), römisch-katholischer Kardinal und Mäzen
- Ștefănescu, Alexandru Ștefan (* 1999), rumänischer Skirennläufer
- Ștefănescu, Costică (1951–2013), rumänischer Fußballspieler und -trainer
- Ștefănescu, George (1914–2007), rumänischer Maler und Bühnenbildner
- Ștefănescu, Sabba S. (1902–1994), rumänischer Geophysiker
- Stefani, Alberto (1918–2006), Schweizer Politiker
- Stefani, Andrea (* 1969), italienischer Fußballschiedsrichterassistent
- Stefani, Chloé (* 1981), französische Schauspielerin

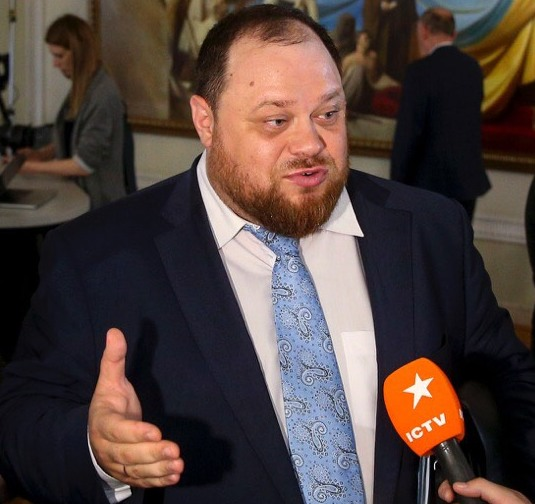
Ruslan Stefantschuk (* 1975)

- Stefani, Eric (* 1967), US-amerikanischer Popmusiker, Komponist und Animator
- Stefani, Erika (* 1970), italienische Anwältin und Politikerin (Lega)
- Stefani, Eva (* 1964), US-amerikanische Dokumentarfilm-Regisseurin
- Stefani, Francesco (1923–1989), deutscher Regisseur, Autor, Redakteur im Bayerischen Fernsehen (1964–1988)
- Stefani, Frank (* 1962), deutscher Physiker
- Stefani, Gwen (* 1969), US-amerikanische Sängerin und RapperinGwen Stefani (* 1969)

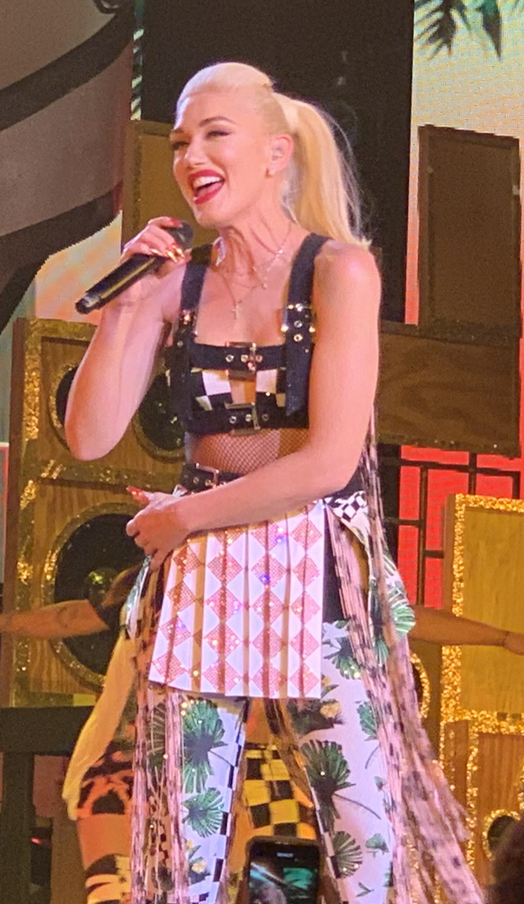
Gwen Stefani (* 1969)

- Stefani, Jan († 1829), polnischer Komponist
- Stefani, Józef (1800–1876), polnischer Komponist
- Stefani, Luca (* 1987), italienischer Eisschnellläufer
- Stefani, Luisa (* 1997), brasilianische TennisspielerinLuisa Stefani (* 1997)

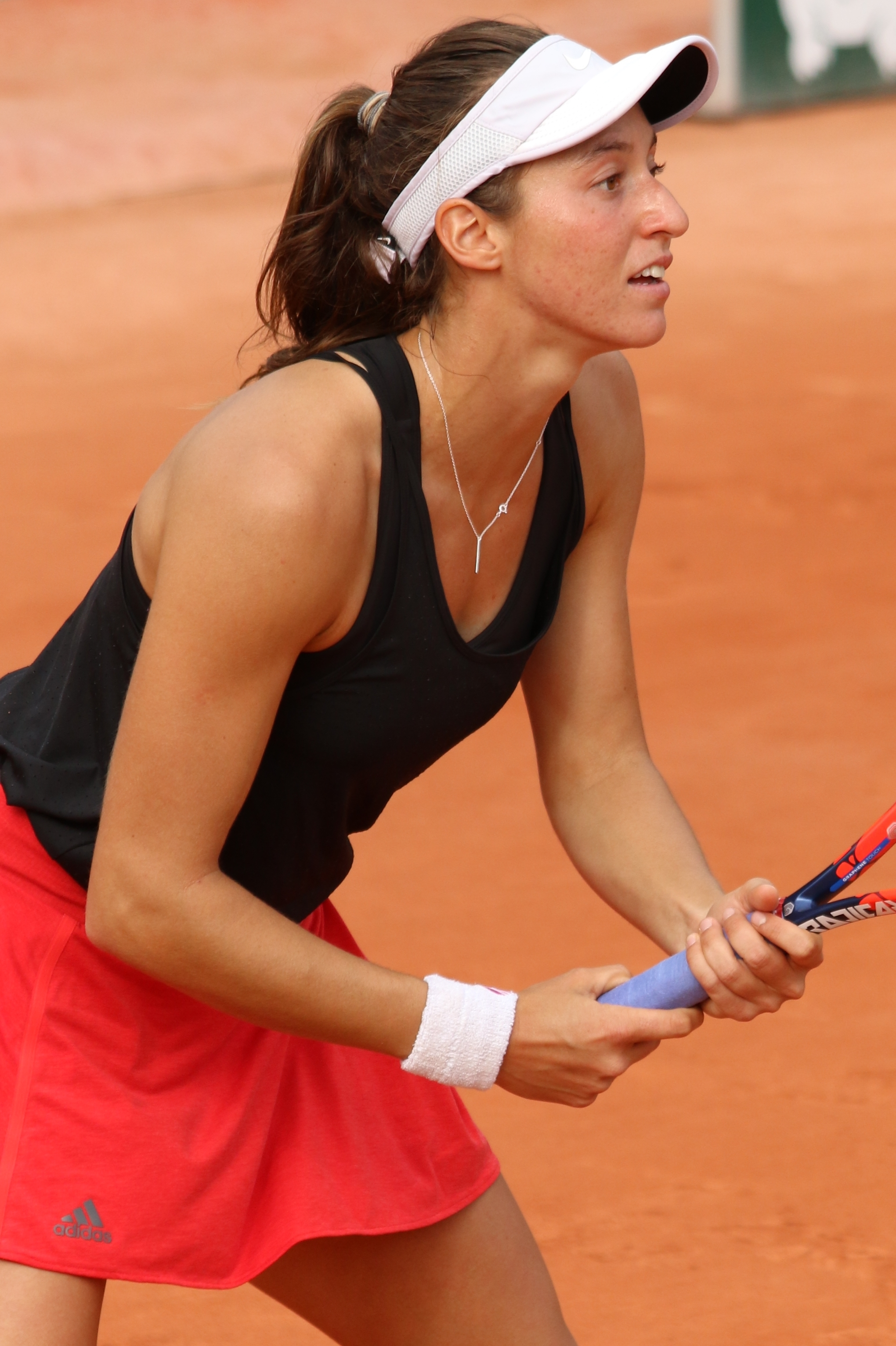
Luisa Stefani (* 1997)

- Stefani, Renzo (1922–2007), italienischer Zoologe und Hochschullehrer
- Stefani, Simon (1929–2000), albanischer kommunistischer Politiker
- Stefani, Stefano (1938–2024), italienischer Politiker (Lega Nord), Mitglied der Camera dei deputati
- Stefanía Guðmundsdóttir (1876–1926), isländische Schauspielerin
- Stefania, Maria (* 1980), deutsche Sängerin
- Stefaniak, Martin, deutscher Puppenspieler, Theaterregisseur und Filmkomponist
- Stefaniak, Marvin (* 1995), deutscher Fußballspieler
- Stefaniak, Piotr (* 1949), polnischer Schauspieler und Regisseur
- Stefanics, Liz (* 1950), US-amerikanische Politikerin
- Stefanides, Menelaos (1923–2007), griechischer Autor
- Stefanidi, Katerina (* 1990), griechische Stabhochspringerin
- Stefanidis, Alexandros (* 1975), deutscher Autor und Journalist
- Stefanidis, Babis (* 1981), schwedischer Fußballspieler
- Stefanidis, Christoforos (* 1980), griechischer Basketballspieler
- Stefanidis, Theodoros (1896–1983), griechischer Autor, Arzt und Naturwissenschaftler
- Stefanik, Daniel (* 1979), deutscher Techno-DJ und Musiker
- Stefanik, Elise (* 1984), US-amerikanische Politikerin
- Štefánik, Libor (* 1964), tschechischer Brigadegeneral
- Stefanik, Mike (1958–2019), US-amerikanischer Rennfahrer
- Štefánik, Milan Rastislav (1880–1919), slowakischer Politiker, Astronom, Diplomat, General und Kriegsminister der Tschechoslowakei
- Stefanin, Dimitar, bulgarischer Choreograph, Tänzer, Schauspieler, Moderator und Juror
- Stefanini, Bruno (1924–2018), Schweizer Immobilienbesitzer und Kunstsammler
- Stefanini, Éric (* 1963), französischer Fußballspieler
- Stéfanini, Jean (1917–1985), französischer Romanist und Sprachwissenschaftler
- Stefanini, Lucrezia (* 1998), italienische Tennisspielerin
- Stefanini, Luigi (1891–1956), italienischer Philosoph und Pädagoge
- Stefanini, Rafe (* 1954), italienischer Banjo- und Fiddlespieler der Old-Time Music, Geigenbauer und -restaurator
- Stefanischyna, Olha (* 1985), ukrainische Juristin und PolitikerinOlha Stefanischyna (* 1985)

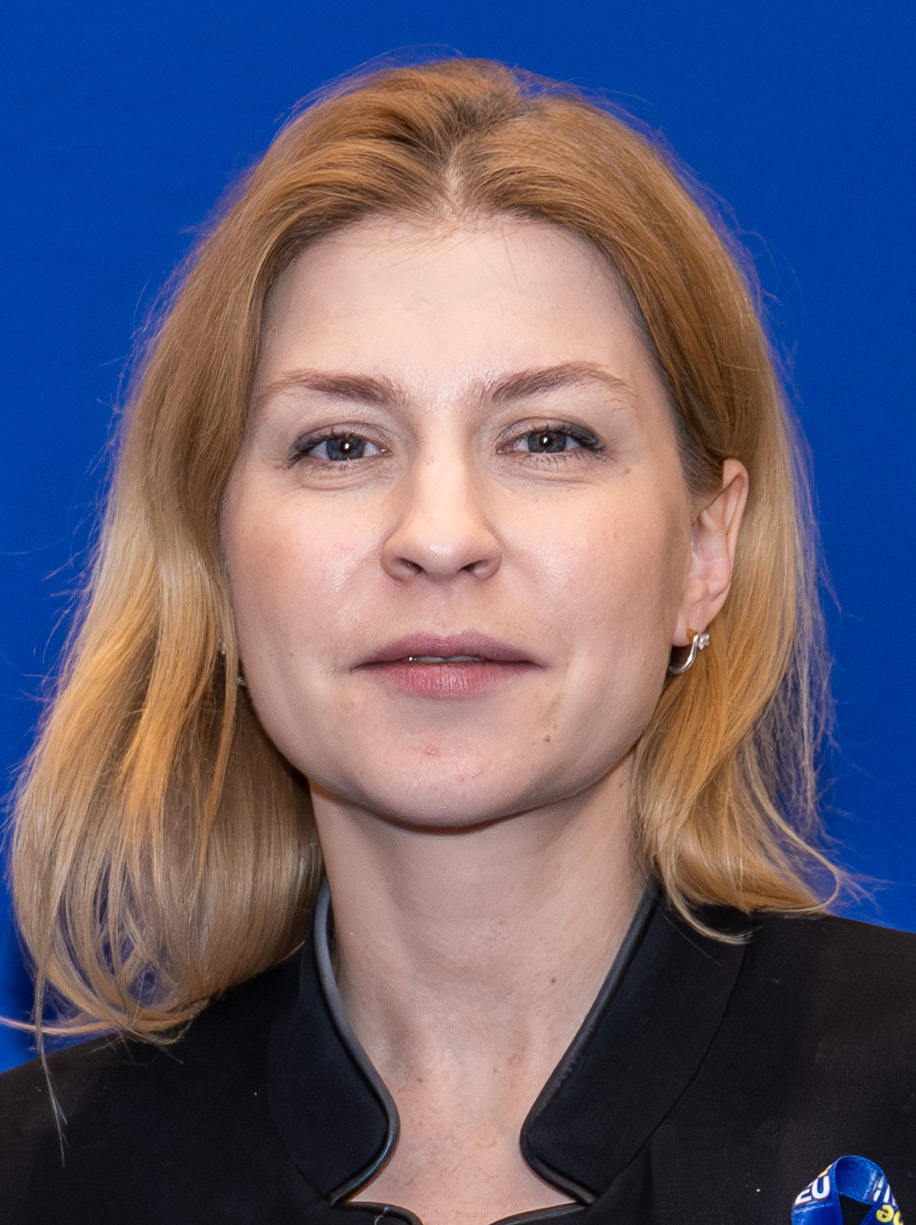
Olha Stefanischyna (* 1985)

- Stefaniszin, Sebastian (* 1987), österreichisch-deutscher Eishockeytorwart
- Stefaniuk, Rob, kanadischer Schauspieler, Comedian, Regisseur und Drehbuchautor
- Stefaniuk, Zenon (1930–1985), polnischer Boxer
- Stefanizzi, Antonio (1917–2020), spanischer Jesuit und Medienmanager
- Stefanki, Larry (* 1957), US-amerikanischer Tennistrainer und TennisspielerLarry Stefanki (* 1957)

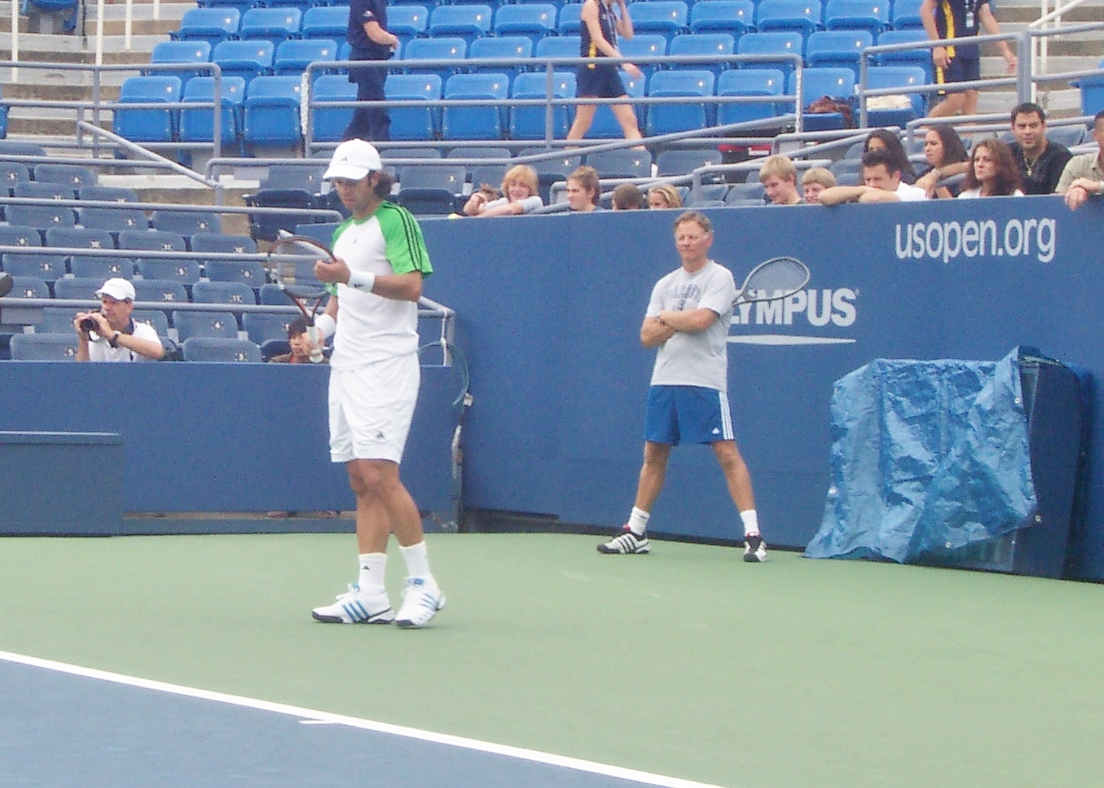
Larry Stefanki (* 1957)

- Štefanková, Petra (* 1978), slowakische Illustratorin, Digitalkünstlerin, Designerin, Malerin, Art Director und Autorin
- Stefano da Verona (* 1374), italienischer Maler
- Stefano Ruiz, Leonardo Di (* 1995), spanisch-italienischer Boxsportler
- Stefano, Joey (1968–1994), US-amerikanischer Porno-Darsteller
- Stefano, Joseph (1922–2006), US-amerikanischer Drehbuchautor
- Stefano, Michael (* 1969), US-amerikanischer Pornodarsteller und Regisseur
- Stefanoff, Nadja (* 1976), deutsche Opernsängerin (Sopran/Mezzosopran)
- Stefanon, Ben (* 2004), amerikanisch-samoanischer Fußballspieler
- Stefanon, Jan (* 1999), österreichischer Fußballspieler
- Stefanoni, Ivo (* 1936), italienischer Ruderer
- Stefanoni, Marina (* 2002), US-amerikanische Squashspielerin
- Stefanopoli, Ioanna (1875–1961), griechische Journalistin
- Stefanopoli, Stefano (1834–1895), griechisch-katholischer Titularerzbischof
- Stefanopoulos, Konstantinos (1926–2016), griechischer Politiker
- Stefanopoulos, Konstantinos (* 1984), griechischer Leichtathlet
- Stefanopoulou, Maria (* 1999), griechische Weitspringerin
- Stefanou, Agni (* 1989), griechische Tennisspielerin
- Stefanou, Georgios (* 1981), griechischer Volleyballspieler
- Stefanou, Petros (* 1963), griechischer römisch-katholischer Geistlicher und Bischof von Syros und Santorini, Apostolischer Administrator von Kreta
- Stefanov, Ljubomir (* 1975), nordmazedonischer Filmproduzent und Regisseur
- Stefanov, William L., US-amerikanischer Geowissenschaftler und Fachautor
- Štefanová, Denisa (* 1991), slowakische Fußballspielerin
- Stefanova, Nikoleta (* 1984), italienische Tischtennisspielerin bulgarischer Abstammung
- Stefanović, Borko (* 1974), serbischer Politiker und Diplomat
- Stefanović, Dejan (* 1974), serbischer Fußballspieler
- Stefanović, Ljubiša (1910–1978), jugoslawisch-französischer Fußballspieler
- Stefanović, Milutin (1924–2009), jugoslawischer Chemiker
- Stefanović, Nebojša (* 1976), serbischer Politiker
- Stefanović, Nikola (* 1991), serbischer Straßenradrennfahrer
- Stefanović, Rastko (* 1971), serbisch-slowenischer Handballspieler und -trainer
- Stefanović, Sava (* 1968), jugoslawischer bzw. serbischer Basketballspieler
- Stefanovski, Igor (* 1982), mazedonischer Bergrennfahrer im Automobilsport
- Stefanovski, Ognen (* 2004), nordmazedonischer Hürdenläufer
- Stefanovski, Vlatko (* 1957), mazedonischer Fusionmusiker
- Stefanów, Adam (* 1994), polnischer Snookerspieler
- Stefanow, Bogdan (* 1990), bulgarischer Eishockeyspieler
- Stefanow, Boris (1894–1979), bulgarischer Botaniker
- Stefanow, Dimitar (1872–1940), bulgarischer Revolutionär und Politiker
- Stefanow, Iwan Mateew (1899–1980), bulgarischer Wirtschaftswissenschaftler
- Stefanow, Rossen (* 1975), bulgarischer Eishockeyspieler
- Stefanow, Swilen (* 1966), bulgarischer Kunsthistoriker, Künstler und Kurator
- Stefanowa, Antoaneta (* 1979), bulgarische Schachspielerin und Schachweltmeisterin
- Stefanowa, Dschena (* 1948), bulgarische Mittelstreckenläuferin
- Stefanowicz, Kajetan (1886–1920), polnischer Jugendstil-Maler
- Stefanowicz, Magdalena (* 2000), polnische Sprinterin
- Stefanowicz, Monika (* 1980), polnische Marathonläuferin
- Stefanowitsch, Anatol (* 1970), deutscher Anglist und SprachwissenschaftlerAnatol Stefanowitsch (* 1970)

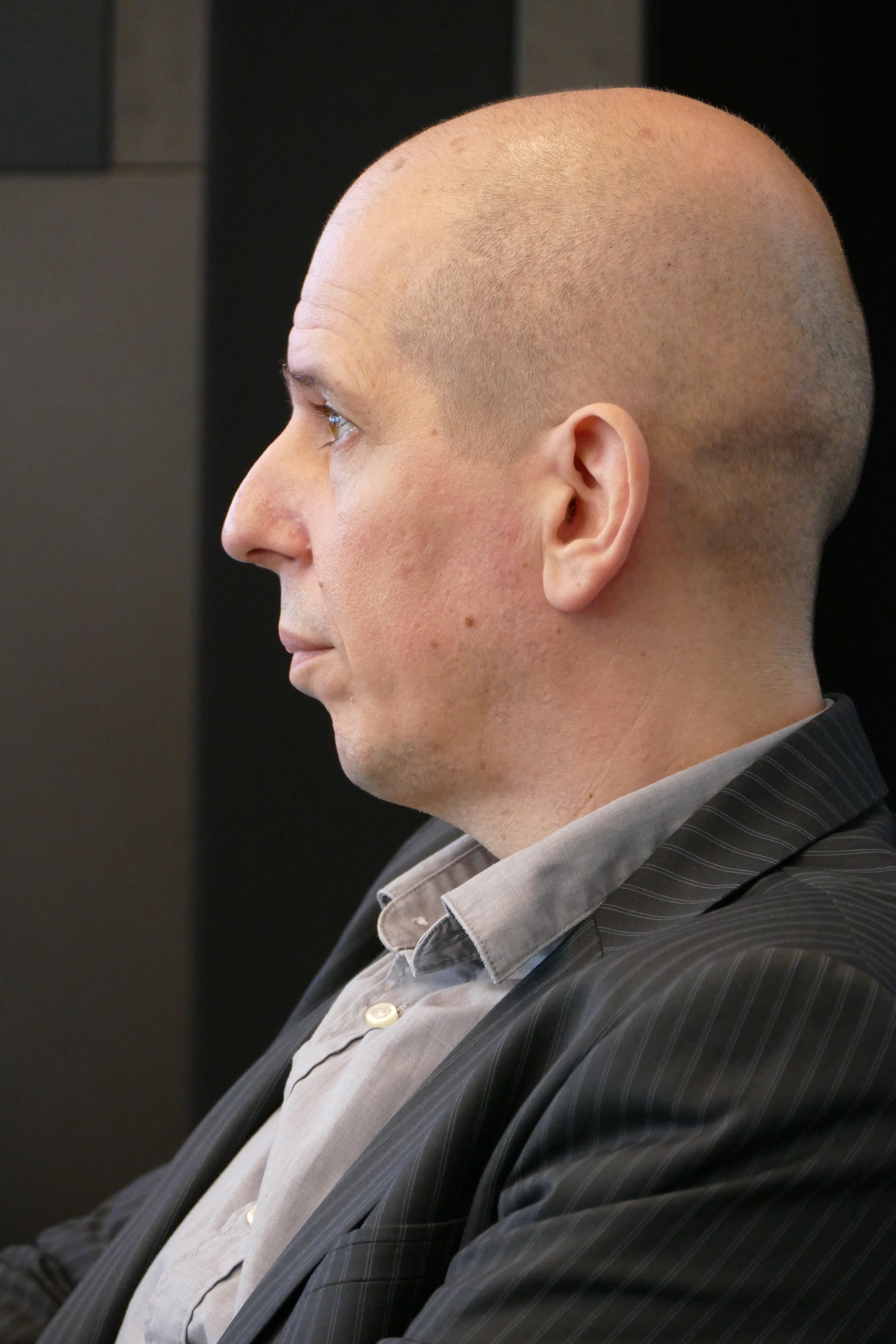
Anatol Stefanowitsch (* 1970)

- Stefanowitsch, Ilja Alexandrowitsch (* 1996), russischer Fußballspieler
- Stefanowitsch, Michail (* 1989), belarussischer Eishockeyspieler
- Stefanowski, Pjotr Michailowitsch (1903–1976), sowjetischer Testpilot
- Stefanowytsch, Oleksa (1899–1970), ukrainischer Dichter und Literaturkritiker
- Stefańska, Kinga (* 1980), polnische Tischtennisspielerin
- Stefański, Daniel (* 1977), polnischer Fußballschiedsrichter
- Stefański, Janusz (1946–2016), polnischer Jazz-Schlagzeuger
- Stefański, Józef (1908–1997), polnischer Radsportler, nationaler Meister im Radsport
- Stefanski, Kevin (* 1982), US-amerikanischer American-Football-Trainer
- Stefański, Ludwik (1917–1982), polnischer Pianist und Musikpädagoge
- Stefański, Marek (* 1969), polnischer Organist
- Stefański, Walenty (1813–1877), polnischer Publizist und Revolutionär
- Stefansky, George (1897–1957), deutsch-amerikanischer Literaturwissenschaftler und Soziologe österreichischer Herkunft
- Stefanson, Heather (* 1970), kanadische Politikerin, Premierministerin von Manitoba
- Stefanson, Leslie (* 1971), US-amerikanische Schauspielerin
- Stefansson, Janne (* 1935), schwedischer Skilangläufer
- Stefansson, Malte (* 2000), schwedischer Biathlet
- Stefánsson, Vilhjálmur (1879–1962), kanadischer Polarforscher, Ethnologe und Ernährungswissenschaftler
- Stefantschuk, Ruslan (* 1975), ukrainischer Jurist, Hochschullehrer und PolitikerRuslan Stefantschuk (* 1975)
- Stefanuk, Misha (* 1967), US-amerikanischer Komponist, Pianist und Musikpädagoge
- Stefanutto, Shane (* 1980), australischer Fußballspieler
- Stefanyk, Wassyl (1871–1936), ukrainischer Schriftsteller
- Stefanyshyn-Piper, Heidemarie (* 1963), US-amerikanische Astronautin

### Stefe
- Stefek, Axel (* 1967), deutscher Ingenieur, Archivar und Stadtführer in Weimar
- Stefel, Mario (* 1996), österreichischer Fußballspieler
- Štefela, Jan (* 2001), tschechischer Hochspringer
- Stefen, Wilhelm (1867–1931), Bürgermeister der Gemeinde Fischeln
- Stefenelli, Arnulf (1938–2002), österreichischer Romanist und Sprachwissenschaftler
- Stefens, Fritz (* 1948), deutscher Fußballtorhüter
- Stefes, Kai (* 1970), deutscher Photograph
- Stefes, Manfred (* 1967), deutscher Fußballspieler und Fußballtrainer

### Steff
- Steff la Cheffe (* 1987), Schweizer Rapperin
- Șteff, Mihaela (* 1978), rumänische Tischtennisspielerin
- Steffahn, Harald (1930–2018), deutscher Historiker, Journalist und Schriftsteller
- Steffalter, Benz, Bürgermeister der Reichsstadt Heilbronn
- Steffan von Cronstetten, Johann Hieronymus (1614–1674), Politiker Reichsstadt Frankfurt
- Steffan von Cronstetten, Justina Catharina von (1677–1766), Frankfurter Patrizierin und Stifterin
- Steffan, Arnold (1848–1882), deutscher Landschaftsmaler
- Steffan, Benjamin (* 1996), deutscher Eiskunstläufer
- Steffan, Dietrich, Dekan der Artistenfakultät und Rektor in Greifswald
- Steffan, Ernst (1890–1967), österreichischer Komponist, Librettist und Dirigent
- Steffan, Frank (* 1957), deutscher Autor, freier Journalist, Filmemacher und Verlagsinhaber
- Steffan, Gaby (* 1933), deutsche Schauspielerin
- Steffan, Hans (1877–1939), österreichischer Ingenieur und Lokomotiv-Konstrukteur
- Steffan, Jakob (1888–1957), deutscher Politiker (SPD), MdR, MdL
- Steffan, Johann Gottfried (1815–1905), Schweizer Maler
- Steffan, Johann Heinrich (1703–1759), deutscher Kapellmeister und Komponist
- Steffan, Josef Anton (1726–1797), Komponist, Musikpädagoge
- Steffan, Martin (* 1876), deutscher Fechter, Olympiateilnehmer, Fechtfunktionär
- Steffan, Matthias (* 1976), deutscher Politiker
- Steffan, Paul (1885–1957), deutscher Flottenarzt der Kriegsmarine und Blutgruppenforscher
- Steffan, Werner (1890–1973), deutscher Konteradmiral der Kriegsmarine
- Steffan-Dewenter, Ingolf (* 1964), deutscher Biologe
- Steffani, Agostino (1654–1728), italienischer Komponist, Diplomat und GeistlicherAgostino Steffani (1654–1728)

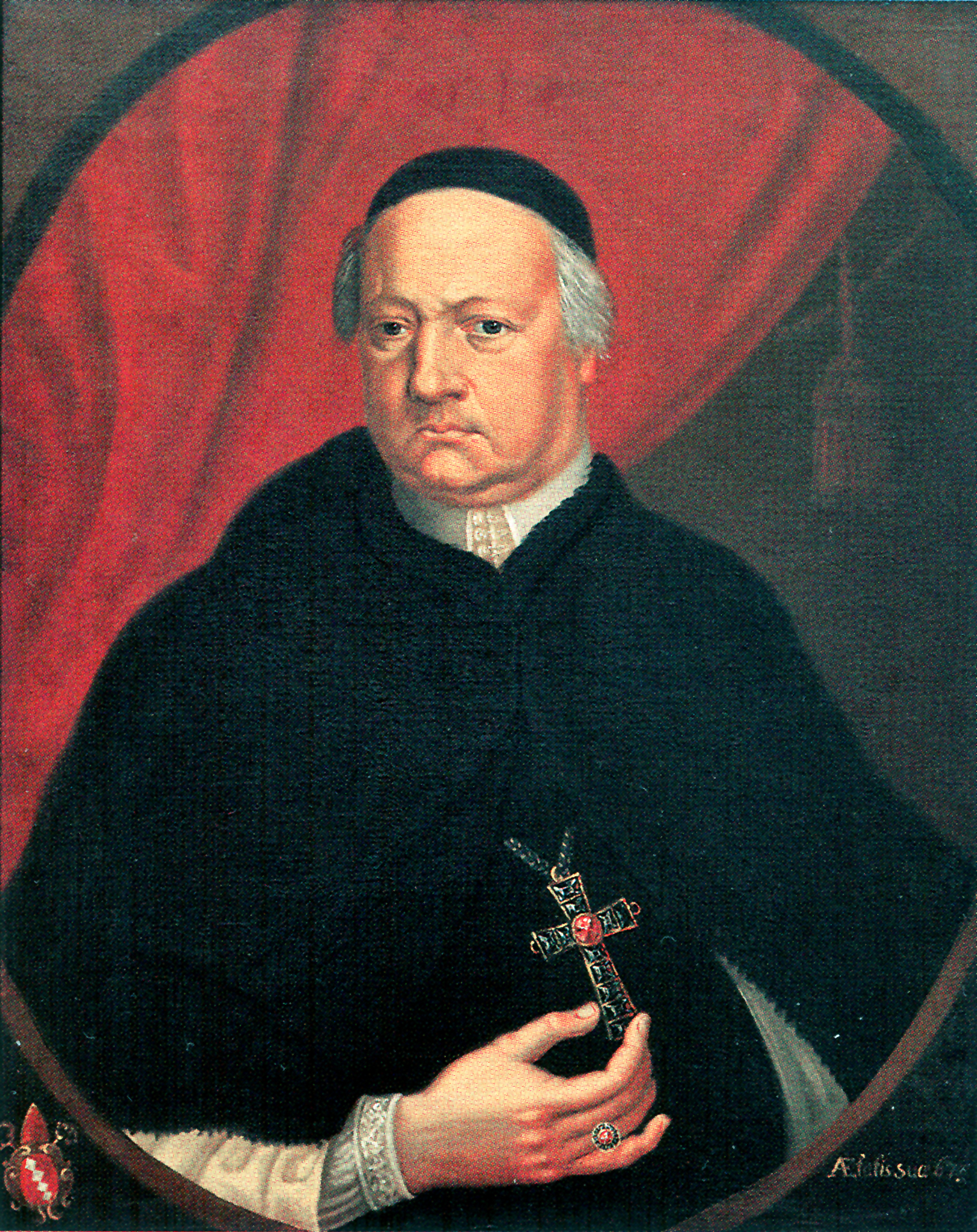
Agostino Steffani (1654–1728)

- Steffani, Christian (1780–1846), deutscher lutherischer Geistlicher, Theologe und Lehrer
- Steffani, Winfried (1927–2000), deutscher Politikwissenschaftler
- Steffann, Emil (1899–1968), deutscher Architekt
- Steffano, Jorge (* 1965), uruguayischer Judoka
- Steffe, Émile (1889–1916), französischer Turner
- Steffè, Giovanni (1928–2016), italienischer Ruderer
- Steffeck, Carl (1818–1890), deutscher Maler und Grafiker
- Steffel, Frank (* 1966), deutscher Unternehmer und Politiker (CDU), MdA, MdBFrank Steffel (* 1966)

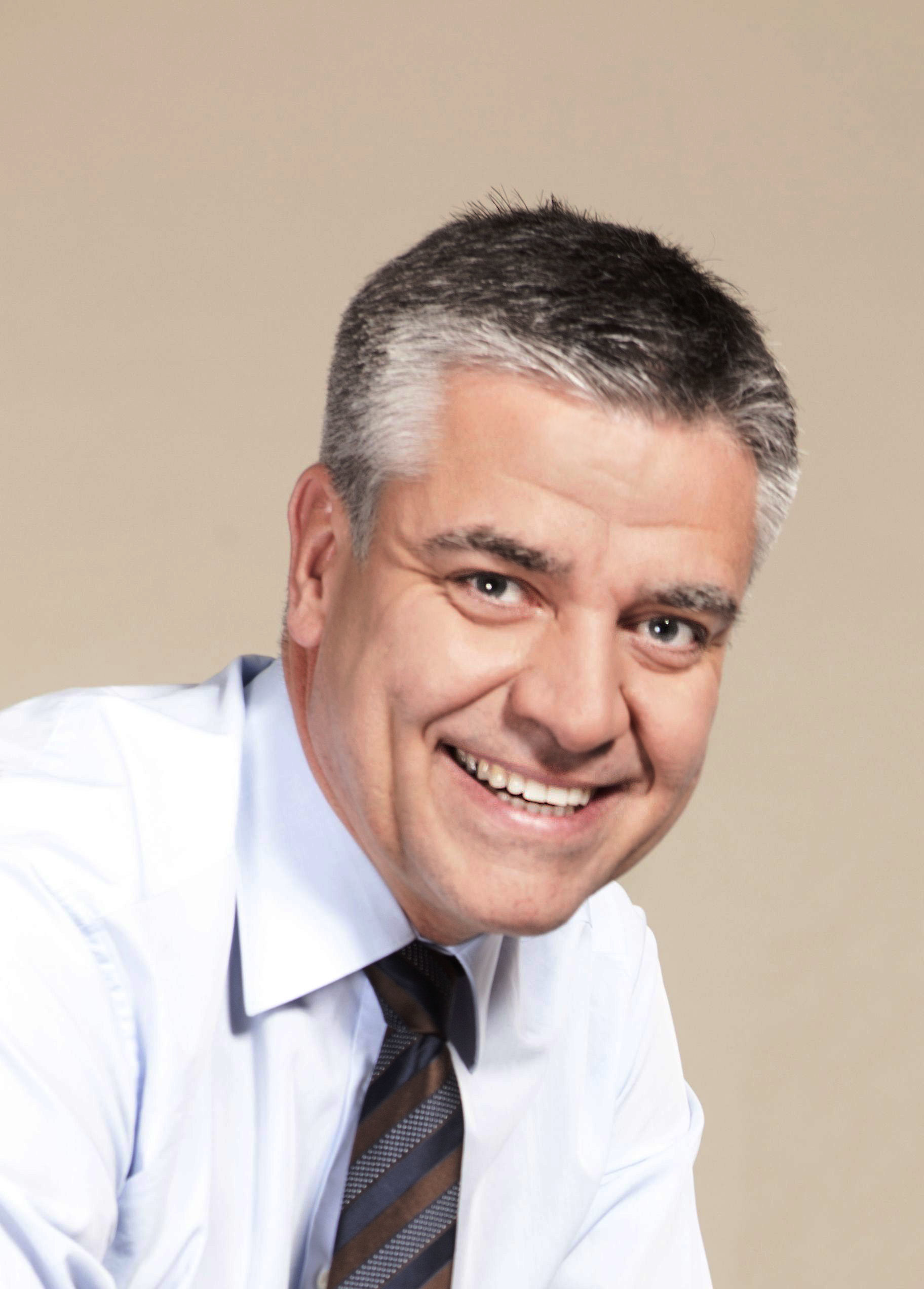
Frank Steffel (* 1966)

- Steffelbauer, Kurt (1890–1942), Lehrer und Widerstandskämpfer gegen den Nationalsozialismus
- Steffelin von Hartenstein, Leopold (1797–1859), deutscher Jurist und Politiker
- Steffelin, Johann Jakob (1754–1838), deutscher Verwaltungsjurist
- Steffen, Albert (1884–1963), Schweizer Schriftsteller und Anthroposoph
- Steffen, Alexander (1871–1954), deutscher Gartenbaudirektor und Autor
- Steffen, Alfred (* 1963), deutscher Fotograf
- Steffen, Andreas (* 1975), Schweizer Mountainbiker und Freestyle-Skisportler
- Steffen, Anthony (1929–2004), brasilianischer Schauspieler
- Steffen, Anuk (* 2004), Schweizer Schauspielerin
- Steffen, Arno (* 1953), deutscher Musiker, Komponist und Musikproduzent
- Steffen, August (1825–1910), deutscher Kinderarzt
- Steffen, Benjamin (* 1982), Schweizer Degenfechter
- Steffen, Bernd, deutscher Basketballspieler
- Steffen, Bernhard (1844–1891), deutscher Topograf
- Steffen, Bernhard (* 1937), deutscher Fußballspieler
- Steffen, Bernhard (* 1958), deutscher Informatiker und Professor
- Steffen, Britta (* 1983), deutsche SchwimmerinBritta Steffen (* 1983)

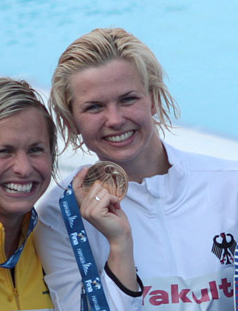
Britta Steffen (* 1983)

- Steffen, Bruno (1891–1973), deutscher Luftfahrtpionier, Pilot und Flugzeugbauer
- Steffen, Burkhard (* 1950), deutscher Gewichtheber und Kraftsportler
- Steffen, Caroline (* 1978), Schweizer Triathletin
- Steffen, Cecil (1919–2009), US-amerikanische Komponistin und Musikpädagogin
- Steffen, Claudia (* 1976), deutsche Filmproduzentin
- Steffen, David (* 1966), deutscher Schauspieler
- Steffen, Dominice (* 1987), deutsche Volleyballspielerin
- Steffen, Erich (1900–1974), deutscher Chorleiter und Musikpädagoge
- Steffen, Erich (* 1930), deutscher Jurist, Richter am Bundesgerichtshof
- Steffen, Erwin (* 1900), deutscher LDPD-Funktionär, MdV
- Steffen, Frank (* 1967), deutscher Volkswirt
- Steffen, Frank (* 1971), deutscher Politiker (SPD)
- Steffen, Franz (1887–1916), deutscher Luftfahrtpionier, Pilot und Flugzeugbauer
- Steffen, Franziska (* 1981), Schweizer Freestyle-Skisportlerin
- Steffen, Frieda (* 1959), Schweizer Politikerin (CVP)
- Steffen, Friedrich (1891–1964), deutscher Politiker (DP), MdL
- Steffen, Fritz (1890–1961), deutscher Jurist und Hochschullehrer
- Steffen, Gerhard (1933–2000), österreichischer Kabarettist und Schauspieler
- Steffen, Gero (* 1964), deutscher Kameramann
- Steffen, Gregor (1909–1999), deutscher evangelisch-lutherischer Pastor und Propst
- Steffen, Gustaf Fredrik (1864–1929), schwedischer Nationalökonom und Soziologe
- Steffen, Hans (1865–1936), deutscher Geograph
- Steffen, Hans (* 1931), Schweizer Lehrer und Politiker (NA)
- Steffen, Hans Karl (1930–1994), deutscher Maler
- Steffen, Hans Reimer (1897–1950), deutscher Zeitungsredakteur und Autor von humoristischen Hamburger Dialekt-Geschichten
- Steffen, Heinrich (1833–1909), deutscher Schauspieler, Regisseur und Theaterdirektor
- Steffen, Herbert (1934–2022), deutscher Unternehmer und Mäzen
- Steffen, Horst (* 1969), deutscher FußballspielerHorst Steffen (* 1969)

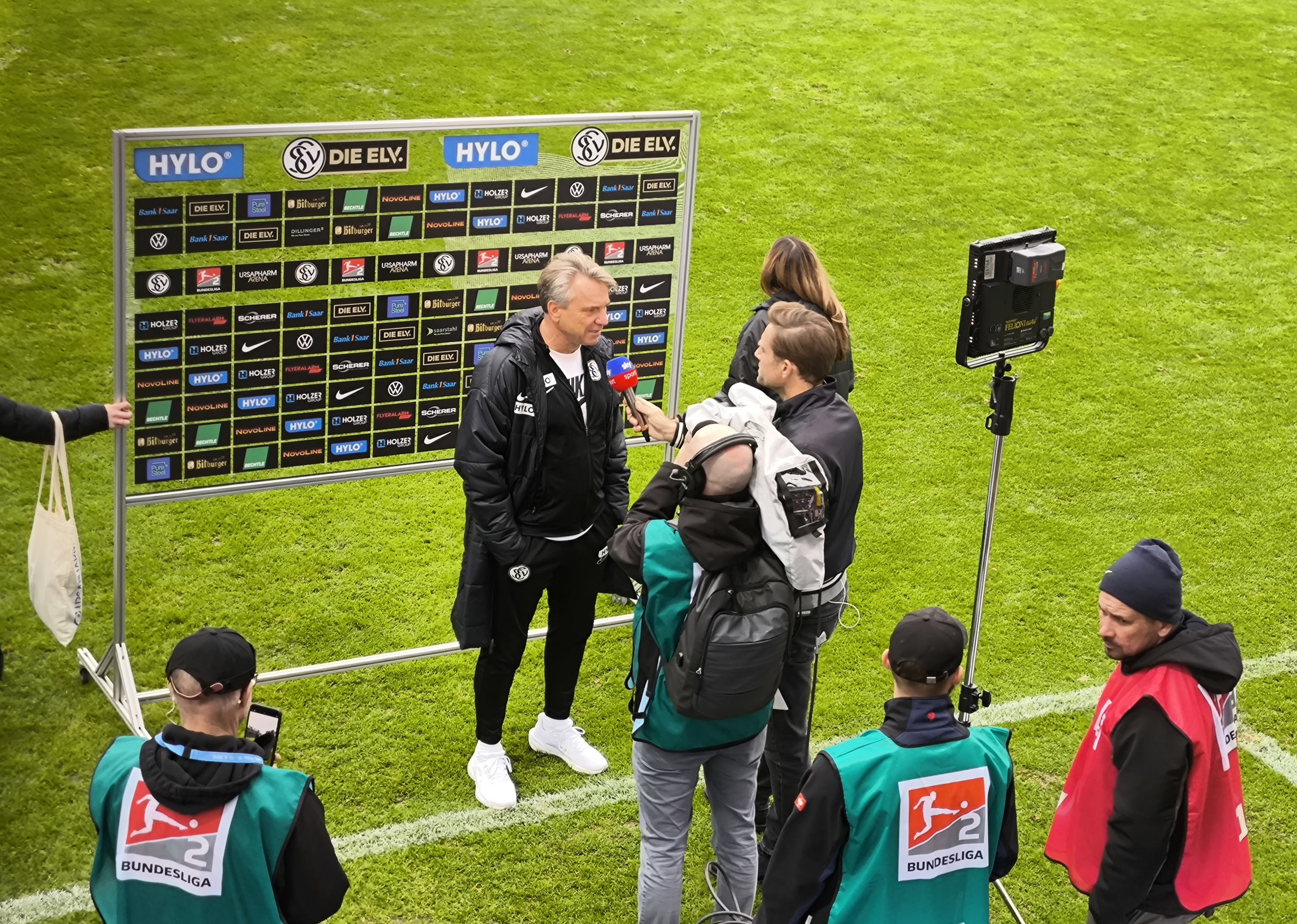
Horst Steffen (* 1969)

- Steffen, Jochen (1922–1987), deutscher Politiker (SPD), MdL
- Steffen, Johann (1902–1975), deutscher Unternehmer und Politiker (CDU), MdL
- Steffen, Johannes (1876–1965), deutscher Lehrer und Sportfunktionär
- Steffen, Josefine (1902–1964), Schweizer Aktivistin gegen das Frauenstimmrecht
- Steffen, Kai (* 1961), deutscher Fußballspieler
- Steffen, Kai (* 1968), deutscher Ingenieur und Denkmalschützer
- Steffen, Karl (* 1953), Schweizer Künstler
- Steffen, Katrin (* 1967), deutsche Historikerin
- Steffen, Klaus (* 1945), deutscher Mathematiker
- Steffen, Konrad (1952–2020), Schweizer Glaziologe
- Steffen, Kristin (* 1992), deutsche Schauspielerin und Hörspielsprecherin
- Steffen, Lars (* 1992), deutscher American-Football-Spieler
- Steffen, Ludwig (1793–1850), deutscher Kupferstecher und Lithograf
- Steffen, Malin (* 1993), deutsche SchauspielerinMalin Steffen (* 1993)

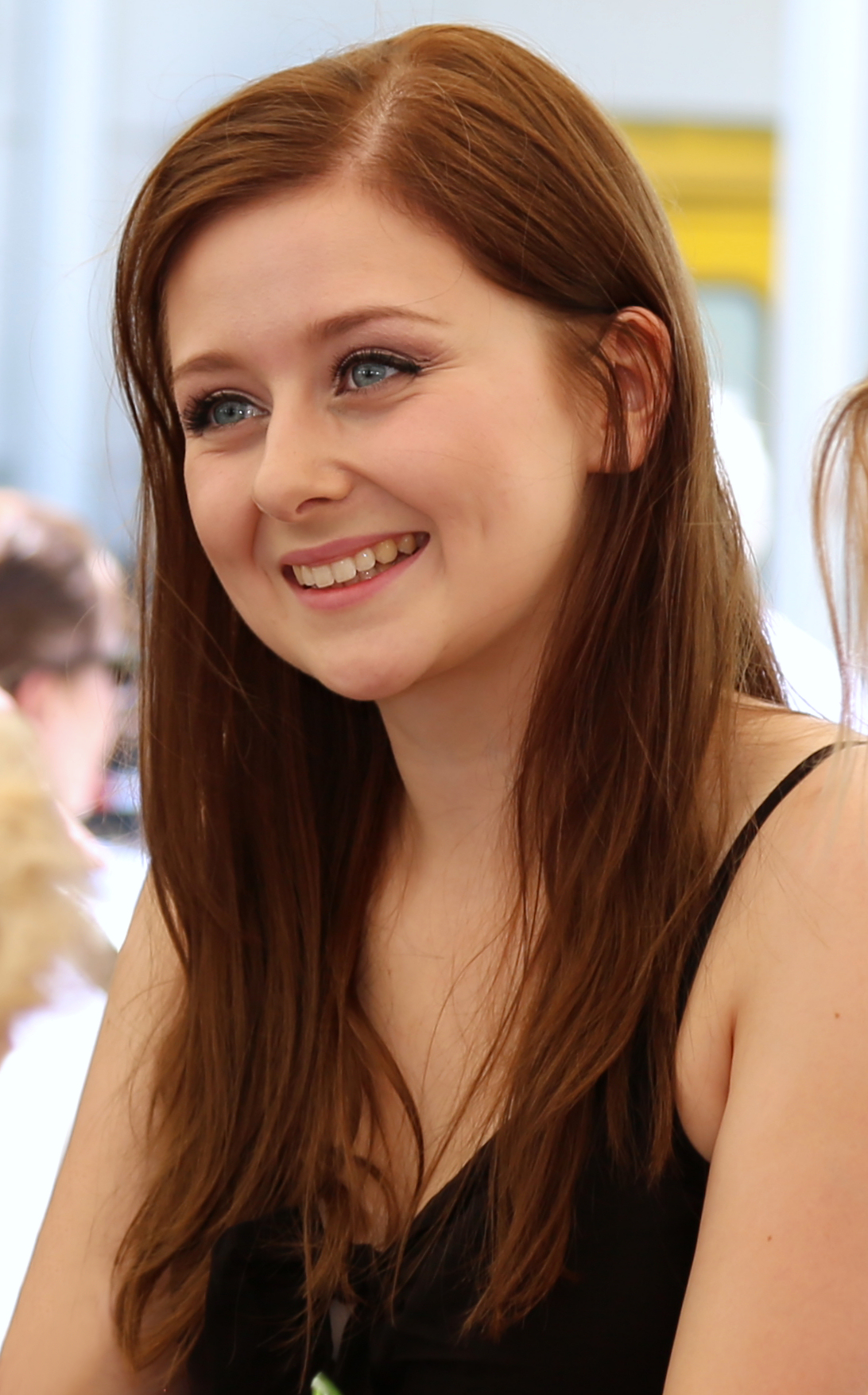
Malin Steffen (* 1993)

- Steffen, Manfred (1916–2009), deutscher Schauspieler, Hörspielsprecher und Synchronsprecher
- Steffen, Marco (* 1974), deutscher Handballspieler
- Steffen, Marie (* 2001), deutsche Handballspielerin
- Steffen, Marie-Elisabeth (1925–2018), deutsche Weinkönigin
- Steffen, Mario (* 1976), deutscher Schlagersänger
- Steffen, Markus (* 1968), deutscher Gitarrist, Komponist, Musikpädagoge und Lehrbuchautor
- Steffen, Max (1909–1988), deutscher Politiker (KPD/SED), MdV, Widerstandskämpfer
- Steffen, Oliver (* 1974), Schweizer Journalist und TV-Moderator
- Steffen, Patrick (* 1990), deutscher Volleyballspieler
- Steffen, Paul B. (* 1954), römisch-katholischer Missionswissenschaftler und Pastoraltheologe
- Steffen, Peter (1930–2012), deutscher Schlagersänger
- Steffen, Rainer (* 1943), deutscher Film- und Fernsehschauspieler
- Steffen, Reiner (* 1941), deutscher Wirtschaftswissenschaftler und Hochschullehrer
- Steffen, Renato (* 1991), Schweizer Fußballspieler
- Steffen, Richard (1903–1964), deutscher Bildhauer, Buchdrucker, Dramaturg
- Steffen, Sabine (* 1958), deutsche Politikerin (GAL), MdHB, Malerin
- Steffen, Sascha (* 1978), deutscher Ökonom, Hochschullehrer für Betriebswirtschaftslehre
- Steffen, Sonja (* 1963), deutsche Politikerin (SPD), MdB
- Steffen, Tabea (* 1982), Schweizer Degenfechterin
- Steffen, Thomas (* 1961), deutscher politischer BeamterThomas Steffen (* 1961)

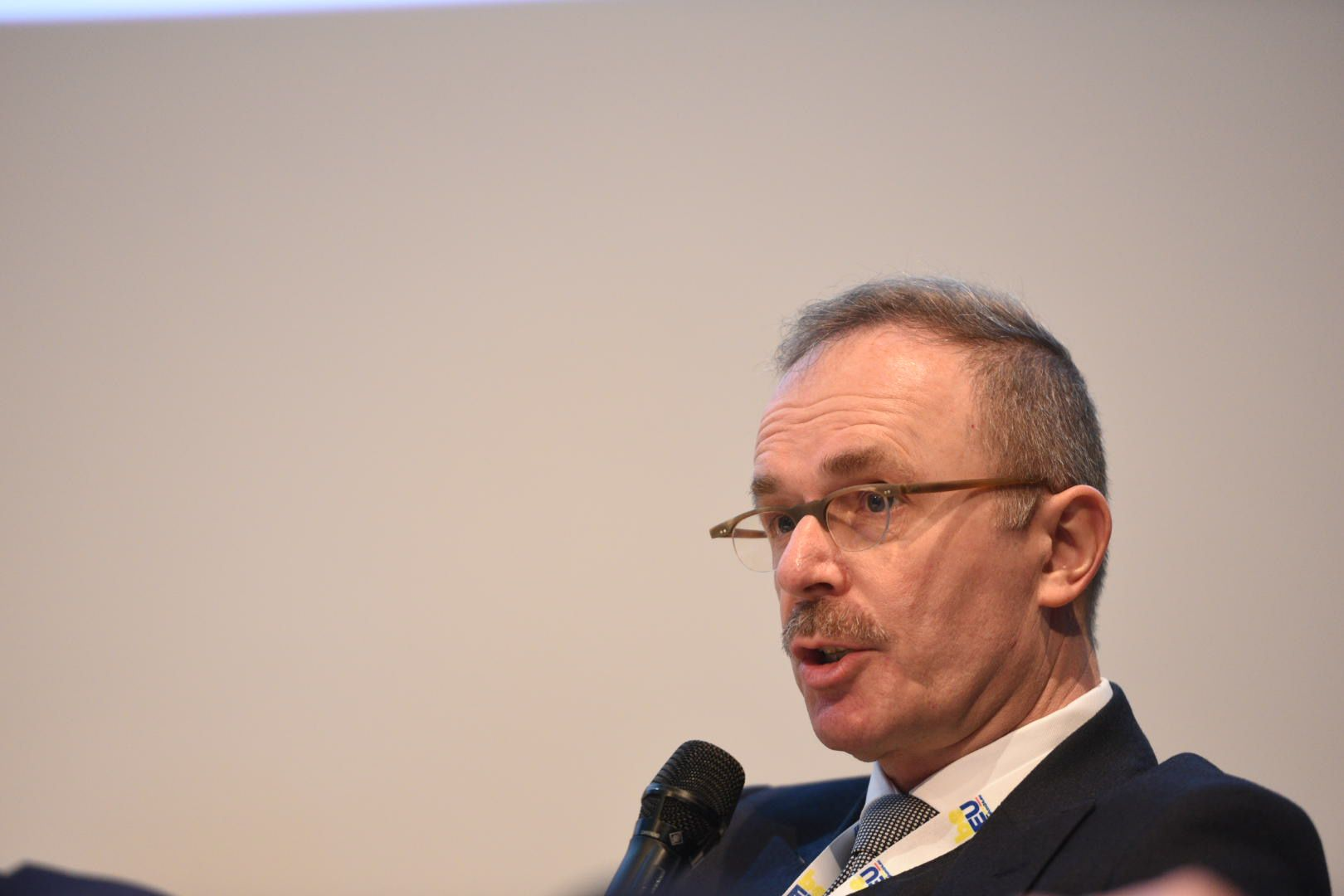
Thomas Steffen (* 1961)

- Steffen, Till (* 1973), deutscher Politiker (Grün-Alternative Liste), MdHB
- Steffen, Tobias (* 1992), deutscher Fußballspieler
- Steffen, Uwe (1928–2010), lutherischer Theologe
- Steffen, Waldemar (1872–1965), deutscher Leichtathlet
- Steffen, Walter (* 1955), deutscher Filmregisseur, Drehbuchautor und Produzent
- Steffen, Walter Arnold (1924–1982), Schweizer Maler und Zeichner
- Steffen, Wiebke (1946–2017), deutsche Kriminologin
- Steffen, Will (1947–2023), Klimawissenschaftler
- Steffen, Willi (1925–2005), Schweizer Fußballspieler
- Steffen, Willi Georg (1902–1977), deutscher Diplomat im Vorderen Orient
- Steffen, Wolfgang (1923–1993), deutscher Komponist von E-Musik
- Steffen, Yannick, deutscher Rapper, Songwriter und ehemaliger Radiomoderator
- Steffen, Zack (* 1995), US-amerikanischer Fußballtorwart
- Steffen-Wittek, Marianne (* 1952), deutsche Jazzschlagzeugerin und Musikpädagogin
- Steffenburg, Rolf (1886–1982), schwedischer Segler
- Steffenhagen, Arno (* 1949), deutscher Fußballspieler
- Steffenhagen, Britta (* 1976), deutsche Radiojournalistin, Schauspielerin und SynchronsprecherinBritta Steffenhagen (* 1976)

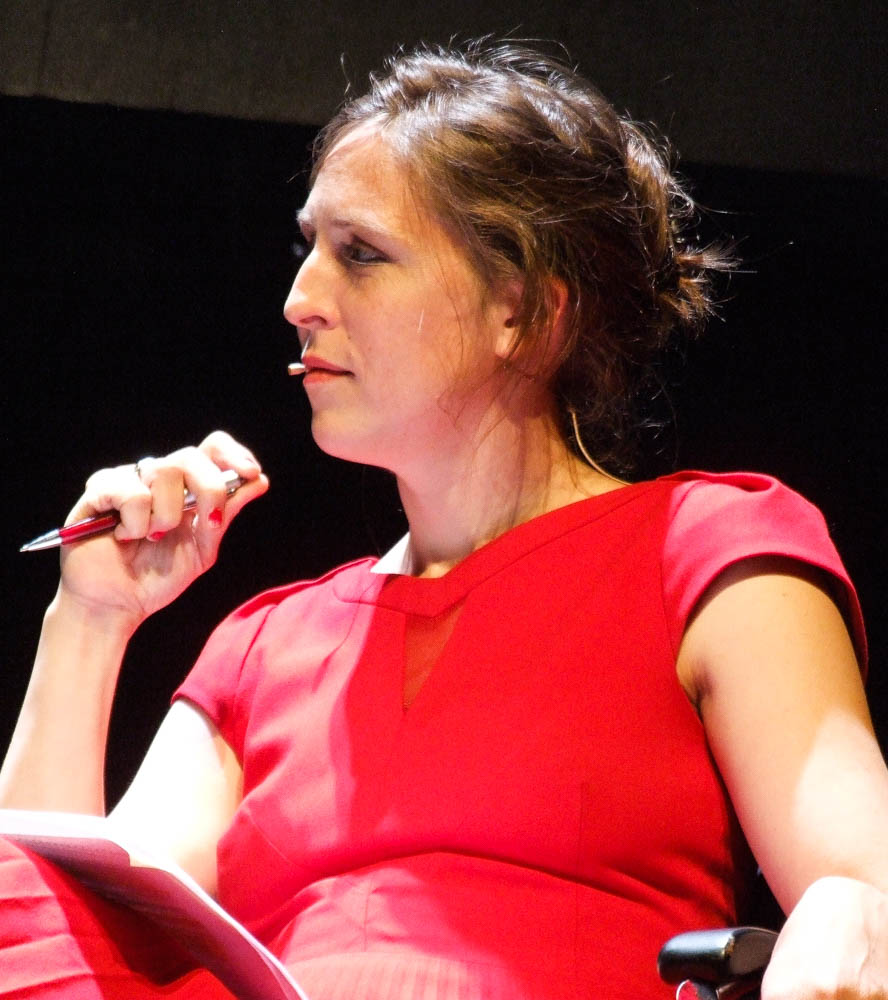
Britta Steffenhagen (* 1976)

- Steffenhagen, Emil Julius Hugo (1838–1919), deutscher Rechtshistoriker, Geheimer Regierungsrat und Bibliothekar
- Steffenhagen, Johann Friedrich (1744–1812), deutschbaltischer Drucker
- Steffenhagen, Klaus (* 1947), deutscher Polizist, GdP-Funktionär und Polizeipräsident (Hagen, Köln)
- Steffenhagen, Paul (* 1884), deutscher Tischtennisfunktionär
- Steffens, Andreas (* 1957), deutscher Philosoph, Schriftsteller und bildender Künstler
- Steffens, Arnold (1851–1923), römisch-katholischer Geistlicher und Domkapitular
- Steffens, Barbara (* 1962), deutsche Politikerin (Bündnis 90/Die Grünen), MdL
- Steffens, Carl Heinrich (* 1801), deutscher Historien- und Porträtmaler
- Steffens, Claudius (* 1984), deutscher Schauspieler
- Steffens, David (* 1984), deutscher Opernsänger (Bass)
- Steffens, Dirk (* 1967), deutscher Journalist und TV-ModeratorDirk Steffens (* 1967)

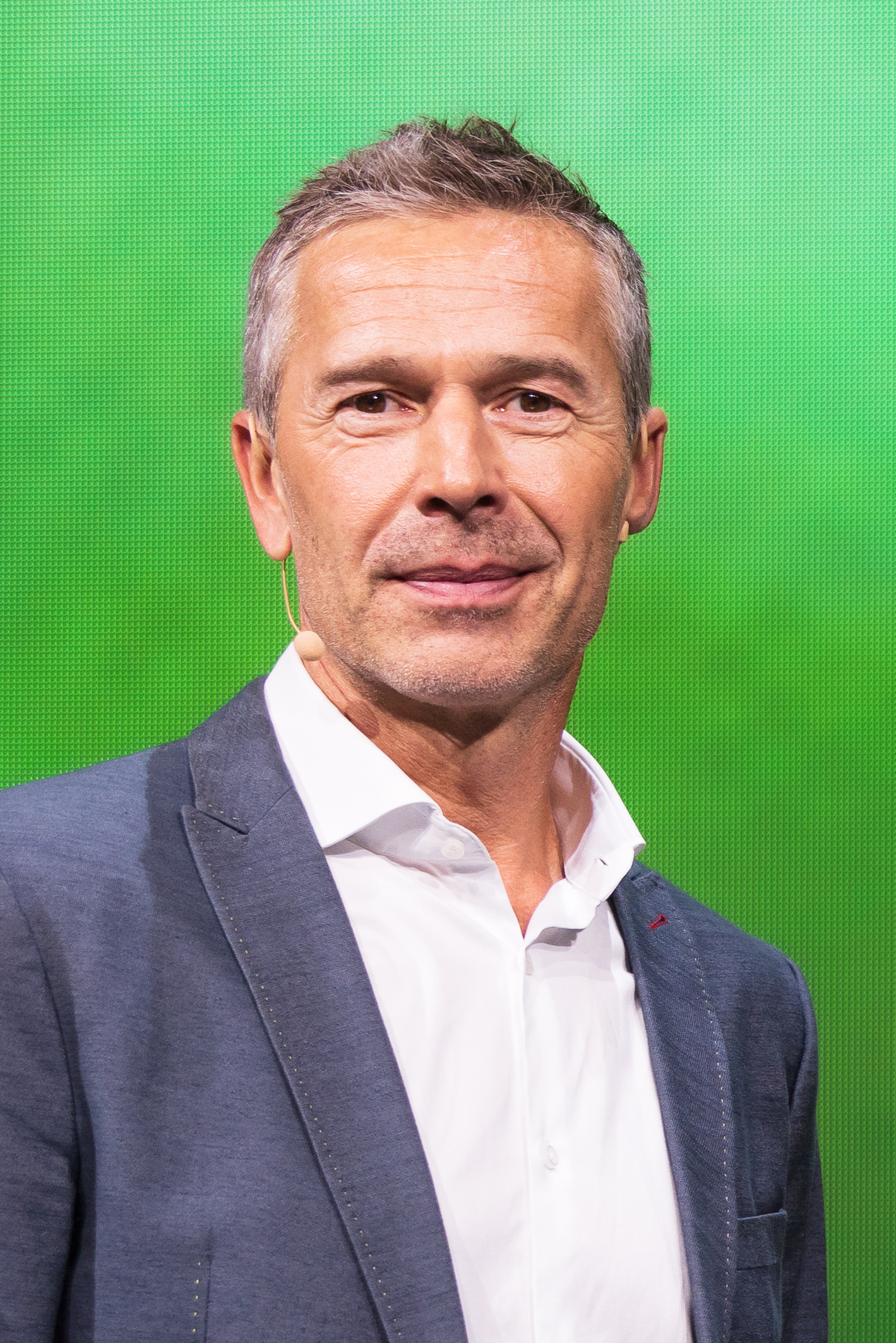
Dirk Steffens (* 1967)

- Steffens, Erna (1903–1991), deutsche Politikerin (SPD), MdHB
- Steffens, Franz (1853–1930), deutscher Paläograf und Diplomatiker
- Steffens, Franz (1933–2017), deutscher Wirtschaftsinformatiker
- Steffens, Franz-Josef (1923–2006), deutscher Schauspieler, Hörspiel- und Synchronsprecher
- Steffens, Friedrich (1905–1982), deutscher Politiker (BDV, DP, CDU), MdBB
- Steffens, Gerd (* 1942), deutscher Pädagoge und Gesellschaftswissenschaftler
- Steffens, Gerhard (1927–1998), deutscher Politiker (CDU), MdL
- Steffens, Gregor (1924–2012), deutscher Jurist und Richter am Bundessozialgericht
- Steffens, Günter (1922–1985), deutscher Schriftsteller
- Steffens, Hans Hermann (1911–2004), deutscher Maler
- Steffens, Heiko (* 1938), deutscher Pädagoge und Wirtschaftswissenschaftler
- Steffens, Heinz (1913–1982), deutscher Maler und Grafiker
- Steffens, Henrich (1773–1845), norwegisch-deutscher Philosoph, Naturforscher und DichterHenrich Steffens (1773–1845)

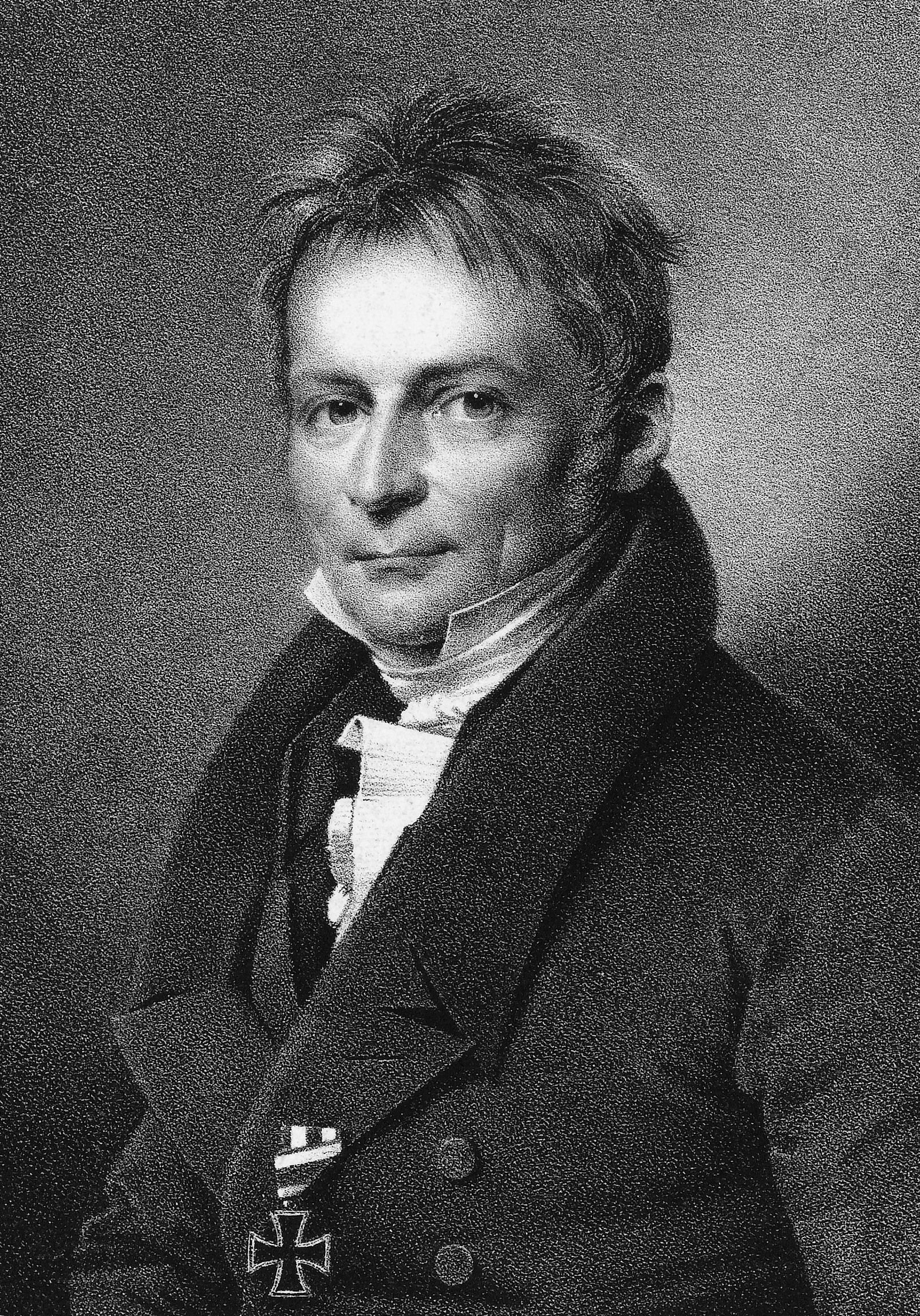
Henrich Steffens (1773–1845)

- Steffens, Jennifer (* 1972), deutsche Schauspielerin
- Steffens, Jessica (* 1987), US-amerikanische Wasserballspielerin
- Steffens, Johann († 1616), deutscher Komponist und Organist
- Steffens, Johann Friedrich Esaias (1716–1802), deutscher evangelisch-lutherischer Theologe
- Steffens, Karl-Heinz (* 1961), deutscher Dirigent und Klarinettist
- Steffens, Karl-Maria (1928–2020), deutscher Schauspieler, Hörspiel- und Synchronsprecher
- Steffens, Kurt (1855–1910), deutscher Verwaltungsbeamter
- Steffens, Lincoln (1866–1936), US-amerikanischer Journalist
- Steffens, Ludwig (* 1930), deutscher Urologe
- Steffens, Maggie (* 1993), US-amerikanische Wasserballspielerin
- Steffens, Marco (* 1978), deutscher Politiker (CDU)
- Steffens, Marec Béla (* 1964), deutscher Wirtschaftswissenschaftler, Manager, Librettist und Autor
- Steffens, Melanie (* 1969), deutsche Psychologin und Hochschullehrerin
- Steffens, Otto (1826–1904), Jurist und Politiker
- Steffens, Rudi (1911–1945), deutscher KPD-Funktionär und Opfer des Nationalsozialismus
- Steffens, Sabine, deutsche FilmemacherinSabine Steffens

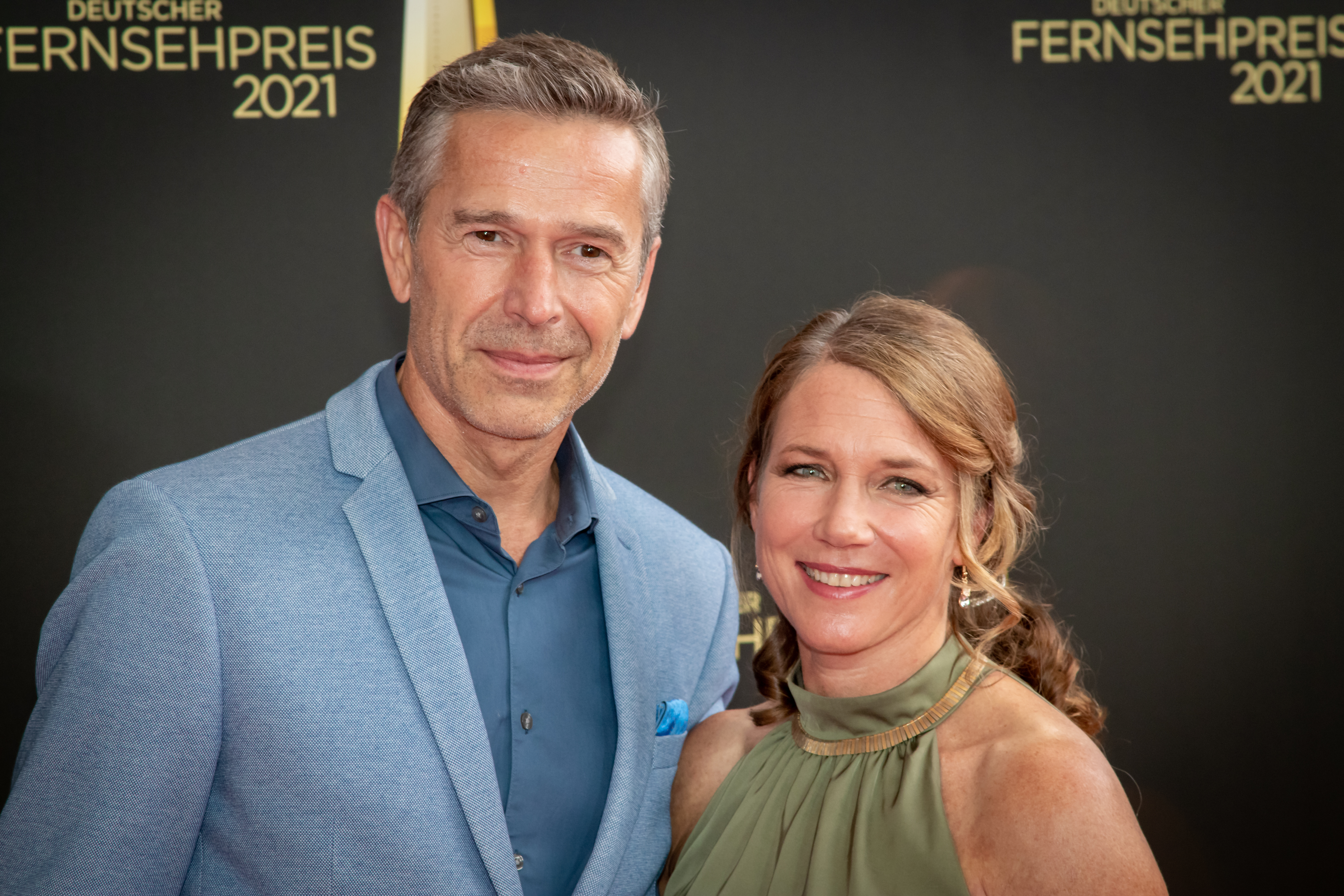
Sabine Steffens

- Steffens, Udo (* 1950), deutscher Ökonom und Präsident der Frankfurt School of Finance & Management
- Steffens, Ute (1940–2020), deutsche Bildhauerin und Malerin
- Steffens, Volker (* 1948), deutscher Pädagoge
- Steffens, Walter (1903–1968), deutscher Widerstandskämpfer gegen den Nationalsozialismus, Offizier der NVA
- Steffens, Walter (1908–2006), deutscher Turner, Olympiasieger (1936)
- Steffens, Walter (* 1934), deutscher Komponist
- Steffens, Werner (1937–2018), deutscher Kommunalpolitiker (SPD), Oberbürgermeister, Grund- und Hauptschullehrer sowie Rektor
- Steffens, Werner Ludwig (* 1931), deutscher Fischereiwissenschaftler und Hochschullehrer
- Steffens, Wilhelm (1883–1970), deutscher Lehrer, Historiker und Politiker (DVP), MdL
- Steffensen, Asmus (1783–1850), deutscher Pädagoge
- Steffensen, Ingeborg (1888–1964), dänische Opernsängerin (Mezzosopran)
- Steffensen, Jens (* 1950), dänischer Fußballspieler
- Steffensen, John (* 1982), australischer Leichtathlet
- Steffensen, Karl (1816–1888), deutscher Philosoph
- Steffensen, Peter (* 1979), dänischer Badmintonspieler
- Steffensen, Roy (* 1980), norwegischer Politiker
- Steffensen, Wilhelm (1889–1954), norwegischer Turner
- Steffensky, Fulbert (* 1933), deutscher Theologe, Religionspädagoge und AutorFulbert Steffensky (* 1933)

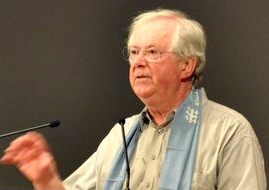
Fulbert Steffensky (* 1933)

- Steffensky, Mirjam (* 1970), deutsche Chemiedidaktikerin
- Steffensmeier, Heinrich (1893–1951), deutscher Politiker (CDU), MdL
- Steffensmeier, Sven (* 1972), deutscher Fernsehproduzent und Regisseur
- Stefferl, Otto (1931–2018), österreichischer Grafiker und Briefmarkenkünstler
- Steffes, Frank (* 1964), deutscher Jurist, Bürgermeister von Leichlingen (Rheinland) und Kommunalpolitiker der SPD
- Steffes, Kent (* 1968), US-amerikanischer Beachvolleyballer
- Steffes, Ole (* 1959), deutscher Politiker (PBC)
- Steffes, Peter (* 1907), deutscher Bahnradsportler
- Steffes-enn, Rita, deutsche Kriminologin
- Steffes-Mies, Josef (1940–2021), deutscher Ruderer
- Steffes-Mies, Martin (* 1967), deutscher Ruderer
- Steffeswert, Jan van, spätgotischer Holzschnitzer
- Steffey, Zach, US-amerikanischer Schauspieler
- Steffien, Annegret, deutsche Tischtennisspielerin
- Steffin, Christel (* 1940), deutsche Schwimmerin
- Steffin, Jennifer (* 1981), US-amerikanische Kinderdarstellerin
- Steffin, Margarete (1908–1941), deutsche Schauspielerin und Schriftstellerin
- Steffin, Michele (* 1981), US-amerikanische Kinderdarstellerin
- Steffkins, Dietrich († 1673), deutscher Komponist und Gambist
- Steffl, Otto (1934–2023), österreichischer Schauspieler und Rezitator
- Steffl, Sandra (* 1970), deutsche Schauspielerin, Sängerin und Moderatorin
- Steffl, Thomas († 1943), deutscher SS-Scharführer im Vernichtungslager Sobibor
- Steffler, Christel (* 1930), deutsche Diplomatin
- Steffner, Christoph (* 1961), österreichischer Künstler
- Steffny, Herbert (* 1953), deutscher Langstreckenläufer und LauftrainerHerbert Steffny (* 1953)

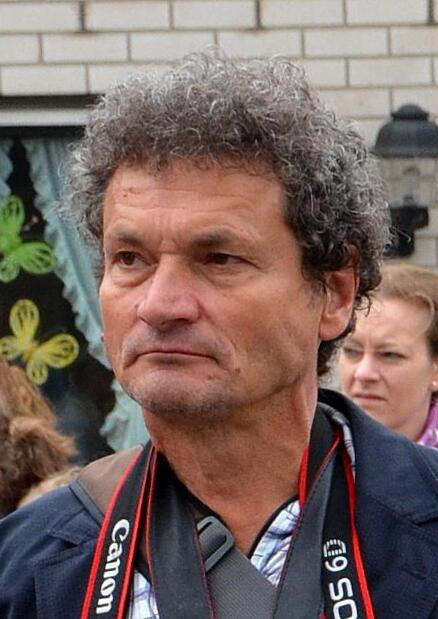
Herbert Steffny (* 1953)

- Steffny, Horst (* 1945), deutscher Politiker (Grüne), MdL
- Steffny, Manfred (* 1941), deutscher Langstreckenläufer und Lauftrainer
- Stefford, Myriam (1905–1931), argentinische Flugpionierin
- Steffter, Adalbert (* 1868), deutscher Schauspieler und Theaterregisseur

### Stefi
- Stefi, Alexander (1953–2016), deutscher Theaterschauspieler
- Stefinger, Wolfgang (* 1985), deutscher Politiker (CSU), MdBWolfgang Stefinger (* 1985)

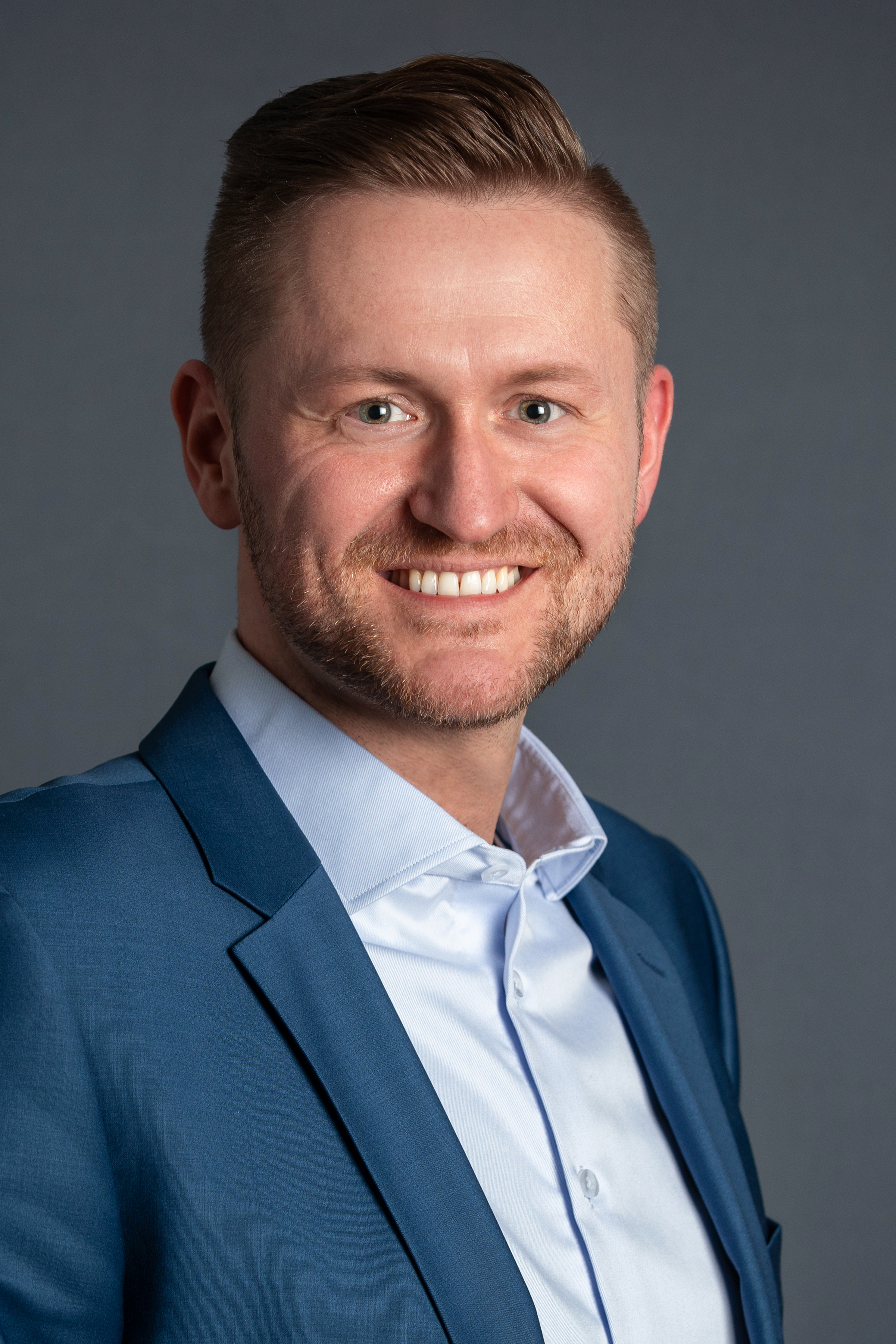
Wolfgang Stefinger (* 1985)

### Stefk
- Štefka, Pavel (* 1954), tschechischer Offizier
- Stefke, Matthias (* 1963), deutscher Politiker (BVB/Freie Wähler), (MdL)
- Stefko, Anton (* 1960), tschechoslowakischer Tischtennisspieler
- Štefko, Róbert (* 1968), tschechisch-slowakischer Langstreckenläufer
- Štefková, Barbora (* 1995), tschechische Tennisspielerin
- Štefković, Mirko (* 1977), serbischer römisch-katholischer Geistlicher, Bischof von Zrenjanin

### Stefl
- Štefl, Karel (1946–2017), tschechoslowakischer Skilangläufer
- Stefl, Max (1888–1973), deutscher Germanist und Bibliothekar

### Stefo
- Stefonio, Bernardino (1560–1620), italienischer Schriftsteller und Jesuit

### Stefu
- Štefulj, Danijel (* 1973), kroatischer Fußballspieler